# 円満寺 (加須市)
円満寺（えんまんじ）は、埼玉県加須市にある真言宗智山派の寺院。

## 歴史
創建年代は不明である。ただ南北朝時代に小山義政の乱を起こした小山義政の祈願所とされていること、その義政の遺品が寺宝になっていることから、その頃までには既に存在していたものと推測される。
1590年（天正18年）の小田原合戦の兵火で全焼したが、後に戸沢政吉によって中興された。
当寺の本尊は千手観音である。運慶の作といわれており、小山義政の守本尊と伝えられている。ただし秘仏であり、33年に一度開帳される。

## 文化財
- 木造千手観音坐像（加須市指定有形文化財 昭和61年12月8日指定）[3]

## 交通アクセス
- 路線バス豊野コミュニティセンター停留所より徒歩21分。